# Gaule cisalpine
Pour les articles homonymes, voir Gaule (homonymie) et Cisalpine.
IVe siècle av. J.-C. – Ier siècle av. J.-C.
Entités précédentes :
- Étrurie padane
Royaumes ligures
Vénètes
Rhètes

Entités suivantes :
- République romaine

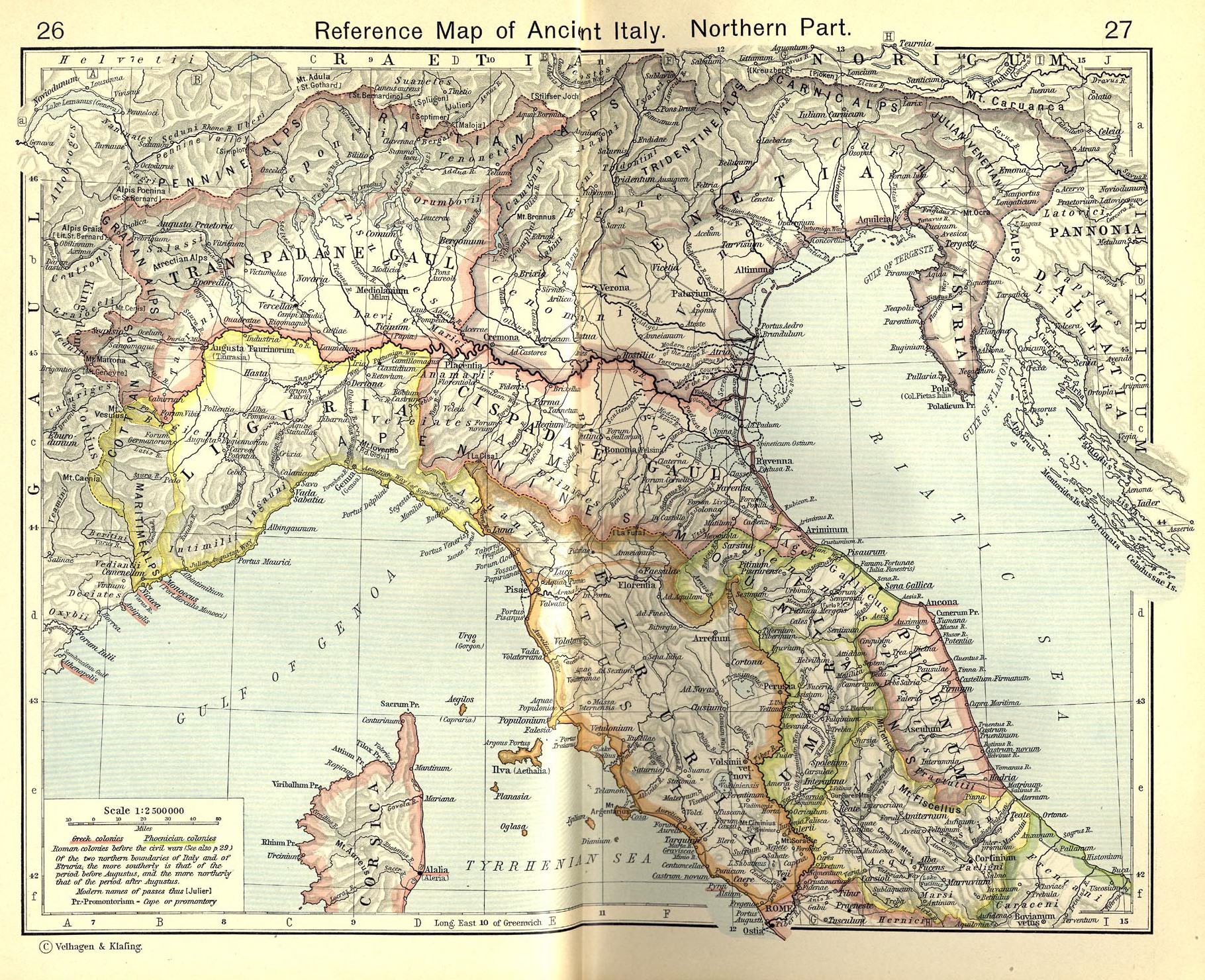
Carte de la moitié nord de l'Italie sous Auguste, après la réforme de l'an 7. L'Italie avait été divisée en 11 régions administratives. La Gaule cisalpine correspondait aux régions suivantes : Regio XI Transpadana ainsi qu'à la Cispadana.

La Gaule cisalpine (latin : Gallia Cisalpina, Gallia Citerior, Gallia togata ou Provincia Ariminum), aussi appelée Gaule citérieure, est la partie de la Gaule qui couvrait l'Italie du Nord. Elle était ainsi nommée par les Romains en raison de sa position en deçà des Alpes (par opposition à la Gaule transalpine, s'étendant au-delà). La Gaule cisalpine est le territoire occupé par les Celtes, qui correspond aux deux régions (Regio XI Transpadana et Gaule Cispadana), et non l'ensemble du Nord de l'Italie, peuplé de populations diverses.

## Terminologie
Gallia Cisalpina [« Gaule cisalpine »,] est utilisé par Jules César dans ses Commentaires sur la Guerre des Gaules ; Gallia Citerior [« Gaule citérieure »,] l'est par Cicéron dans son discours sur les provinces consulaires ainsi que par Suétone dans sa Vie des douze Césars. Le terme "Gallia Cisalpina" a été utilisé pour dénommer certaines parties du Nord de l'Italie qui ont vu s'installer des tribus celtes arrivant de l'autre côté des Alpes. Elle fut agrandie, plus tard au XIXe siècle[réf. nécessaire], à l'ensemble de l'Italie du Nord.

## Localisation
Le territoire de la Gaule cispadane couvrait approximativement les actuels territoires suivants :
- Émilie-Romagne.

Le territoire de la Gaule transpadane (Strabon, "Géographie", Livre V, 1, 4) couvrait approximativement les actuels territoires suivants :
- le Piémont (la partie au nord du fleuve du Pô) ;
- la Lombardie (la partie ouest) ;
- la Vallée d'Aoste.

Ses limites topographiques étaient :
- à l'ouest et au nord, l'arc alpin ;
- au sud, le Rubicon, et l'Étrurie.

## Statut
La plaine du Pô fut romaine depuis la fin du IIIe siècle av. J.-C. (-222), mais ce n'est qu'en 81 av. J.-C. que la province de Gaule cisalpine fut créée.
La Gaule cisalpine était administrée par un propréteur. Elle était gouvernée depuis Mutina (aujourd'hui Modène). La province fut annexée à l'Italie vers 42 av. J.-C. sous le second triumvirat. Les poètes Virgile et Catulle ainsi que l'historien Tite-Live étaient natifs de cette province.

## Histoire

### Expansion celtique desIVeetIIIesièclesav. J.-C.
Alors que le Monde celte apparaît globalement stable au milieu du Ier millénaire av. J.-C., les IVe et IIIe siècles av. J.-C. voient d'importants groupes celtes se mettre en mouvement vers la plaine du Pô, la Pannonie, le bassin des Carpates, les Balkans et la Grèce puis l'Asie Mineure,.

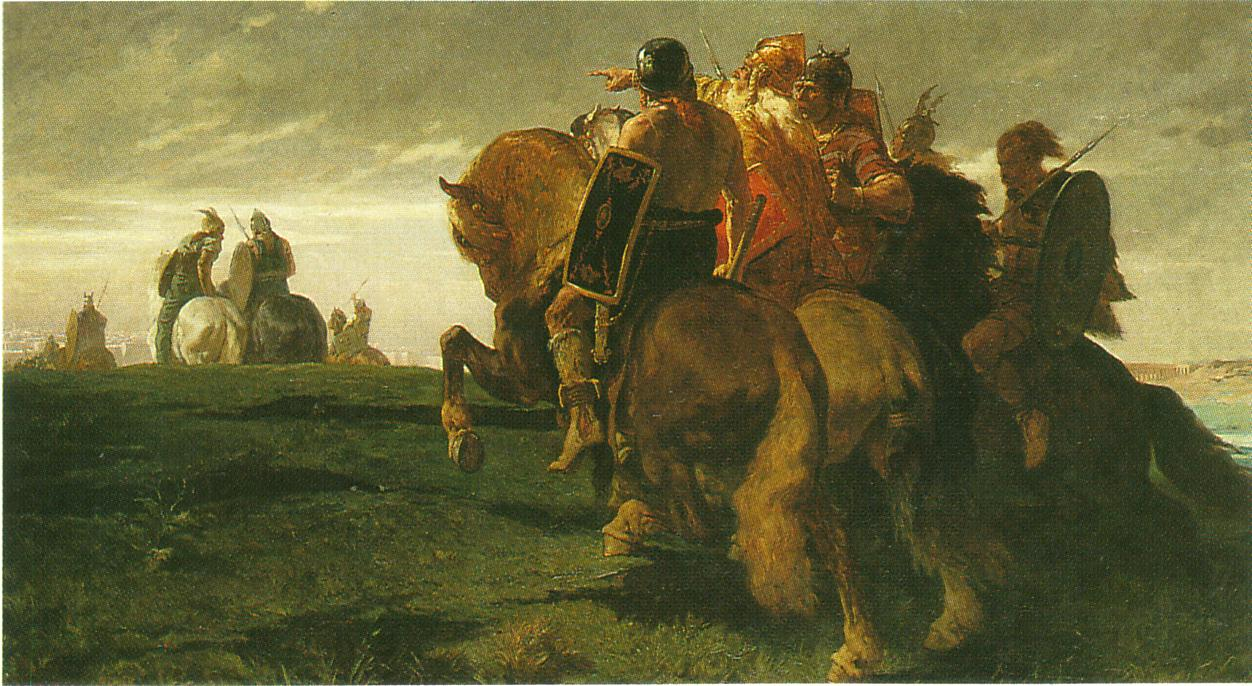
« Gaulois en vue de Rome », d'après Évariste-Vital Luminais (musée des Beaux-Arts de Nancy).

Au début du IVe siècle av. J.-C. se produit en Italie l'invasion celtique demeurée célèbre en raison de la victoire remportée en -387 sur les Romains lors de la bataille de l'Allia et de l'épisode des oies du Capitole suivi du célèbre « Vae victis » lancé par Brennos aux vaincus. Des groupes migrants de Sénons, Boïens, Lingons et Cénomans s'établissent en force en Italie du Nord. Aux côtés des Insubres et Taurini, autres peuples celtiques déjà établis (depuis au moins le VIe siècle av. J.-C.[réf. souhaitée]), ils constituent la Gaule transpadane.
L'implantation des Celtes dans le Nord de l'Italie a pour conséquence une assimilation culturelle particulièrement observable dans les productions artistiques qui suivirent. Un renouveau se produit dans l'art celtique après ces conquêtes avec le développement de nouveaux styles d'inspiration étrusque et grecque.  
Vers -331, un traité de paix est conclu entre Rome et les Gaulois et semble respectée. D'un côté, les Romains peuvent focaliser leurs actions militaires dans le reste de la péninsule italienne, de l'autre les Gaulois s'intègrent durablement dans le circuit de mercenariat méditerranéen. En -299, une expédition gauloise redescend en Italie en vue de s'installer en Étrurie, mais ils abandonnent les hostilités après avoir reçu une forte rançon. Après cette date, des rapprochements se font avec les Étrusques afin d'obtenir le soutien Gaulois dans leur conflit avec Rome.  
Dans le même temps a lieu l'invasion celtique en Pannonie, première étape d'une expansion plus vaste en direction du bassin des Carpates dont témoignent de nombreuses tombes découvertes sur le territoire de l'actuelle Hongrie. Vers -279, la Grande Expédition commandée par Brennos pénètre en Thessalie, force le passage des Thermopyles et marche sur Delphes. L'un des groupes celtes partis envahir la Grèce s'installe au retour au confluent de la Save et du Danube pour donner naissance aux Scordiques. D'autres groupes s'établissent en Thrace pour y fonder le royaume de Tylis. Un dernier groupe passe au service de Nicomède Ier, roi de Bithynie, qui l'installe en Anatolie où il fonde le royaume Galate,.

### Conquête romaine

#### Reconquête des territoires Sénons (-295 à -283)

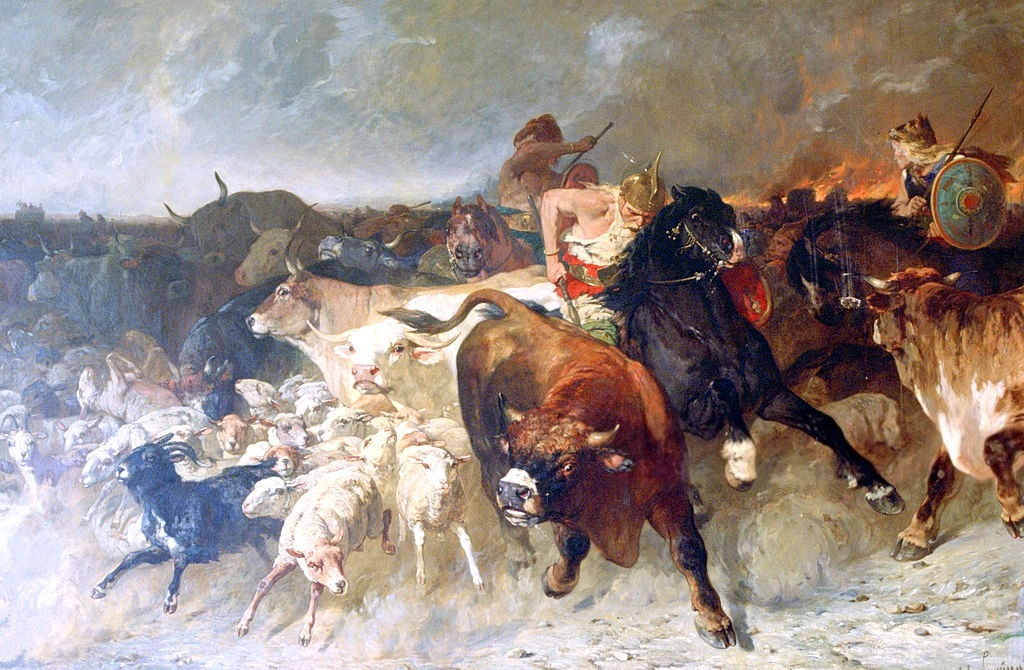
« Pillards gaulois », d'après Évariste-Vital Luminais (musée d'Art et d'Histoire de Langres).

La troisième guerre samnite voit la défaite de la coalition constituée par les Sénons, Samnites, Étrusques et Ombriens devant les Romains à la bataille de Sentinum en -295. Malgré cette défaite à laquelle sont associés les Sénons, les Celtes de Gaule cisalpine parviennent à contenir les Romains au prix des batailles d'Arretium en -284 et du lac Vadimon en -283.
Ces défaites amènent les Romains à envoyer de nouveaux ambassadeurs, mais ces derniers sont massacrés par un chef Gaulois. Perçu comme un acte sacrilège, la réponse militaire romaine consiste à écraser successivement l'armée gauloise et organiser une campagne d'extermination au sein des territoire celtique qui les repousse. Les survivants fondent la colonie de Sena Gallica. Pour autant, Rome n'est pas en mesure d'occuper durablement les nouveaux territoire jusqu'en -268.

#### Défaite de la coalition cisalpine (-238 à -222)
Avec sa victoire lors de la première guerre punique, Rome est libre d'affermir son contrôle et de faire pression sur le nord de l'ancien territoire sénon. Pour ce faire, elle conclut des traités d'alliance avec les Vénètes et les Cénomans. La période de paix, depuis le conflit avec les Sénons en -282, prend fin à la suite d'un conflit intérieur chez les Boïens en -238. Ce mouvement militaire fait appel à des soutiens Transalpins et déclenche les hostilités en assiégeant Ariminum. D'autres sources indiquent que c'est une initiative romaine contre les Ligures qui déclenche le conflit. Le siège échoue en -236 à cause de tensions internes qui secouent l'armée gauloise. 
Les intentions hostiles de Rome à l'égard des populations de la Gaule cisalpine poussent ces derniers à former une coalition gauloise vers -233. Des mercenaires Allobroges rejoignent la coalition tandis que Rome consolide l'administration de ses nouveaux territoires par une nouvelle loi,. En -226, les Boïens et les Insubres obtiennent le renfort de contingents Gésates dirigés par Anéroeste et Concolitan. Rome fait alors appliquer les traités conclus avec les Vénètes et les Cénomans, qui lèvent une armée d'environ 20 000 hommes afin de s'opposer aux Insubres,. En -225, les préparatifs militaires s'achèvent et l'armée coalisée descend vers le sud avec 50.000 fantassins et 20.000 cavaliers et chars de guerre. Ces derniers remportent la bataille de Fiesole. L'arrivée de renforts romains convainc la coalition de se replier afin de déposer le fruit de ce premier butin, cependant ils sont rattrapés par une seconde armée romaine au Cap Télamon. L'armée coalisée y subit une défaite sanglante,. En -224, les légions romaines investissent le territoire des Boïens, qui capitulent. En -223/-222, les Insubres sont défaits à la bataille de Clastidium. En -222, Publius Cornélius Scipion et Marcus Claudius Marcellus prennent Mediolanum, après avoir tué le chef des Gésates Viridomar, et obtiennent la reddition des Insubres.

#### Deuxième guerre punique

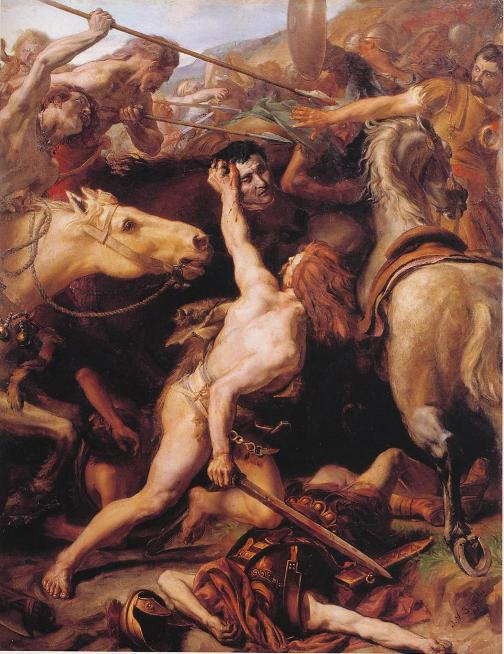
Ducarios décapite Caius Flaminius Nepos à la bataille du lac Trasimène (d'après Joseph-Noël Sylvestre / Musée des beaux-arts de Béziers)

Malgré ces succès militaires, la République romaine n'a pas totalement soumis la Cisalpine. Polybe considère que la soumission des Insubres marque la fin de la guerre avec les Gaulois et que les conflits suivants appartiennent à la deuxième guerre punique. L'ambassade boïenne du roi Magilos établit une alliance avec Carthage en -218. Cependant, dans ce conflit, de nombreux groupes mercenaires rejoignent également les rangs romains et les Taurins se montrent hostiles au passage des troupes d'Hannibal sur leur territoire. Ce dernier doit assiéger Taurasia et les soumettre. Les troupes gauloises constituent après cela une composante importante des effectifs de l'armée carthaginoise en mouvement et se retrouvent en première ligne à la bataille de Cannes en -216. 
Après cette bataille, les Boïens remportent une nouvelle victoire lors de la bataille de Litana Sylva. La résistance celte s'affirme aux côtés des Carthaginois, particulièrement à la bataille du lac Trasimène voyant notamment le consul romain Caius Flaminius Nepos tué par le cavalier insubre Ducarios.
La bataille du Métaure marque un tournant et le début de dix ans de conflits pour le contrôle de la Padanie. Les Boïens et les Insubres sont rejoints par les Cénomans, anciens alliés de Rome, et prennent Placentia et Cremona en -201 sur les conseils d'Hamilcar Barca. Cependant, ils subissent une défaite sanglante lors de la bataille de Crémone un an plus tard, les forçant à se replier et finalement se soumettre en -197. Trois ans plus tard, les Insubres se soumettent après deux batailles à proximité de Mediolanum en -194. Les Boïens résistent face à Rome jusqu'en -191. Dès lors, la Gaule cisalpine tombe sous la dépendance de la République romaine. 

### Romanisation

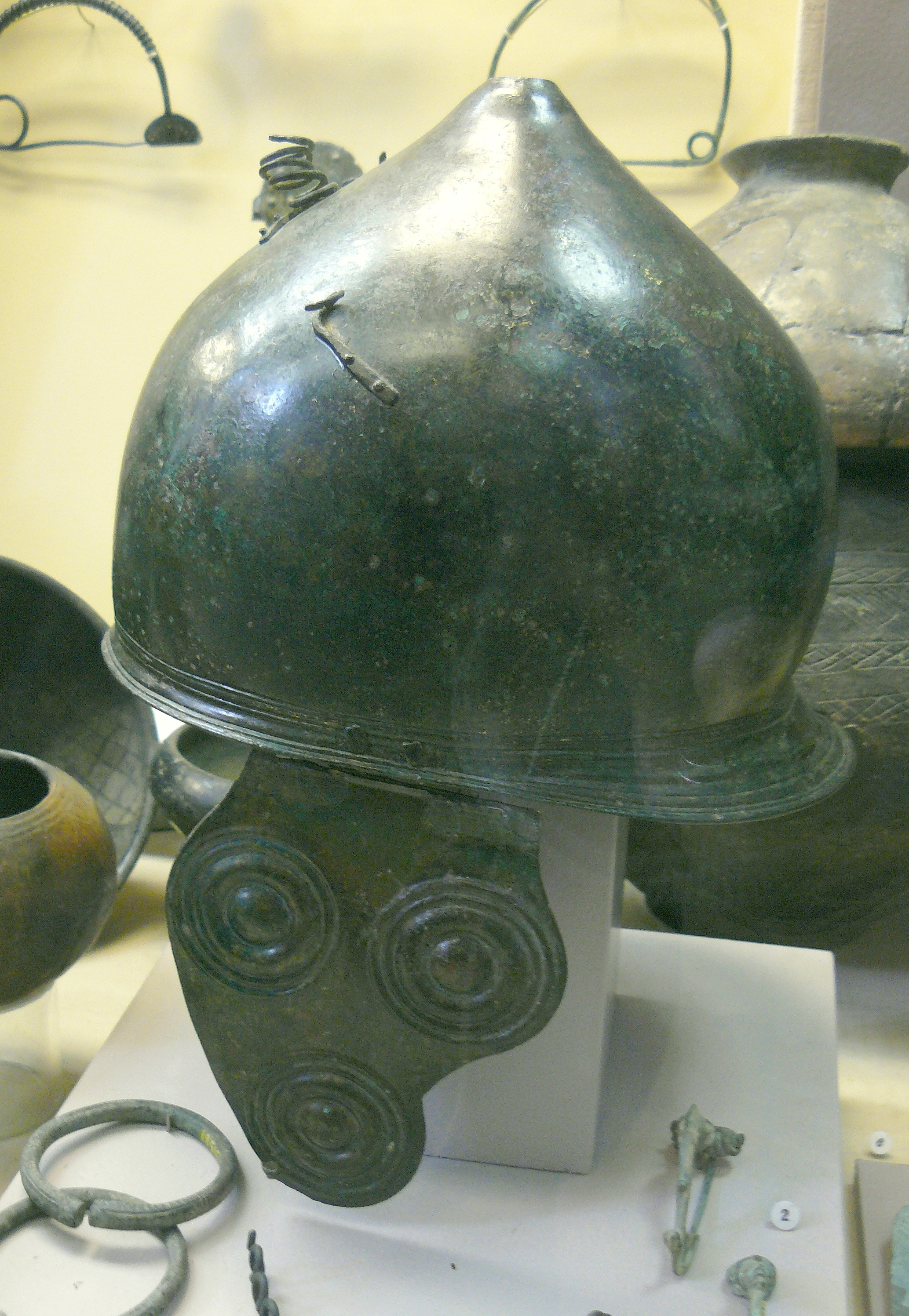
Casque gaulois cisalpin en bronze.

La première forme de romanisation de la province est la création de la Via Flaminia en 220 av. J.-C. par le censeur Flaminius. Cette voie, reliant Rome à l'Adriatique, correspond à l'itinéraire qui avait été suivi par les légions romaines au début du IIIe siècle av. J.-C. pour se rendre de l'Ombrie au territoire des Sénons. Les premières cités de droit latin fondées en Cisalpine sont Plaisance et Crémone en -219.
La Gaule cisalpine devient en -81 la Provincia Ariminum administrée par un propréteur. En -73, Spartacus y défait la légion de Gaius Cassius Longinus. Vers -42, elle est intégrée à l'Italie romaine,.
Durant les crises qui secouent la république au Ier siècle av. J.-C., le contrôle de cette province est un enjeu majeur pour deux raisons. D'abord, elle est une position géostratégique capitale pour Rome, puisqu’elle est la porte d'entrée nord de l'Italie, que ce soit par l'est, l'ouest ou le nord (Alpes). Des armées y stationnent donc en permanence, Cette présence militaire explique la seconde raison: la Gaule cisalpine est la plus proche région militaire de Rome et celui qui la commande n'est qu'à quelques jours de marche de la capitale. En janvier -49, Jules César, proconsul des Gaules, y compris la Cisalpine, en franchit la limite (Rubicon) et envahit l'Italie, déclenchant la guerre civile.
À propos de la romanisation de la Gaule cisalpine, l’historien Jean-Michel David indique dans son livre La romanisation de l’Italie, et ce dès l’introduction, que cette partie nord de l’Italie, a connu une phase de colonisation importante caractérisée par l’installation dans cette zone frontière d’un grand nombre de Romains et d’Italiens en provenance du centre de la péninsule, ce qui a permis à Rome d’affirmer son emprise sur ces territoires.
Les déplacements de populations, conséquences de la seconde guerre punique, furent assez prégnants pour avoir des effets importants sur l’ensemble du peuplement de la péninsule. Certains ont été forcés comme l’expulsion des Ligures à la limite du Samnium et de la Campanie, d’autres volontaires, comme l’important processus de colonisation de la Gaule cisalpine par les Romains et Italiens provenant de territoires plus méridionaux par rapport à cette zone frontière conquise par Rome.
L’auteur mentionne également que la profondeur de la colonisation au sein de la Gaule cisalpine n’a pas été partout la même, malgré son importance : la Transpadane, cette région au nord du Pô, a connu une colonisation moins dense que la Cispadane située au sud du fleuve, où elle a, selon ce dernier, fait disparaître les populations gauloises. Ailleurs, en revanche, comme dans la partie septentrionale de l’Etrurie, dans la région de Luna, elle eut pour conséquence un certain maintien de l’équilibre démographique.

Au niveau de la péninsule italienne, ces déplacements ont engendré une homogénéité culturelle et politique accrue de cet espace géographique sous la domination de Rome, ainsi qu’une modification de son peuplement humain.